# Grand Prix w Piłce Siatkowej Kobiet 1999
Grand Prix w piłce siatkowej kobiet 1999 - siatkarski turniej rozegrany w dniach 13-28 sierpnia 1999 r. 
W Grand Prix brało udział 8 reprezentacji narodowych. Finał turniej odbył się w Yuxi w Chinach.

## Uczestnicy
| Ameryka Północna/Południowa | Azja                           | Europa                |
| --------------------------- | ------------------------------ | --------------------- |
| Brazylia Kuba               | Korea Południowa Chiny Japonia | Holandia Rosja Włochy |

### Pierwszy weenkend

#### Grupa A
Makau
| Data  | Drużyna 1 | Wynik | Drużyna 2 | 1     | 2     | 3     | 4     | 5 | * |
| ----- | --------- | ----- | --------- | ----- | ----- | ----- | ----- | - | - |
| 13.08 | Brazylia  | 3:0   | Włochy    | 25:20 | 25:17 | 25:20 |       |   |   |
| 13.08 | Chiny     | 3:1   | Holandia  | 29:31 | 25:23 | 25:15 | 25:23 |   |   |
| 14.08 | Brazylia  | 3:0   | Holandia  | 25:18 | 25:20 | 25:18 |       |   |   |
| 14.08 | Chiny     | 0:3   | Włochy    | 27:29 | 24:26 | 25:27 |       |   |   |
| 15.08 | Włochy    | 3:1   | Holandia  | 25:20 | 26:24 | 22:25 | 25:21 |   |   |
| 15.08 | Chiny     | 1:3   | Brazylia  | 25:20 | 22:25 | 29:31 | 16:25 |   |   |

#### Grupa B
Genting
| Data  | Drużyna 1        | Wynik | Drużyna 2        | 1     | 2     | 3     | 4     | 5     | * |
| ----- | ---------------- | ----- | ---------------- | ----- | ----- | ----- | ----- | ----- | - |
| 13.08 | Korea Południowa | 2:3   | Rosja            | 25:20 | 25:18 | 14:25 | 21:25 | 12:15 |   |
| 13.08 | Kuba             | 2:3   | Japonia          | 26:24 | 21:25 | 17:25 | 25:14 | 13:15 |   |
| 14.08 | Kuba             | 2:3   | Korea Południowa | 20:25 | 16:25 | 25:15 | 25:20 | 13:15 |   |
| 14.08 | Rosja            | 3:0   | Japonia          | 25:16 | 15:13 | 25:17 |       |       |   |
| 15.08 | Korea Południowa | 3:1   | Japonia          | 25:17 | 25:16 | 17:25 | 25:23 |       |   |
| 15.08 | Rosja            | 3:2   | Kuba             | 23:25 | 22:25 | 25:19 | 25:22 | 15:13 |   |

### Drugi weenkend

#### Grupa C
Fong San
| Data  | Drużyna 1 | Wynik | Drużyna 2 | 1     | 2     | 3     | 4     | 5     | * |
| ----- | --------- | ----- | --------- | ----- | ----- | ----- | ----- | ----- | - |
| 20.08 | Rosja     | 3:2   | Japonia   | 25:17 | 21:25 | 25:19 | 19:25 | 15:13 |   |
| 20.08 | Chiny     | 3:1   | Holandia  | 25:20 | 25:14 | 16:25 | 25:20 |       |   |
| 21.08 | Rosja     | 3:1   | Holandia  | 19:25 | 25:17 | 25:10 | 25:20 |       |   |
| 21.08 | Chiny     | 3:1   | Japonia   | 25:23 | 25:18 | 21:25 | 30:28 |       |   |
| 22.08 | Japonia   | 2:3   | Holandia  | 25:27 | 25:14 | 22:25 | 25:23 | 12:15 |   |
| 22.08 | Chiny     | 1:3   | Rosja     | 18:25 | 16:25 | 25:23 | 16:25 |       |   |

#### Grupa D
Fong San
| Data  | Drużyna 1 | Wynik | Drużyna 2        | 1     | 2     | 3     | 4     | 5     | * |
| ----- | --------- | ----- | ---------------- | ----- | ----- | ----- | ----- | ----- | - |
| 20.08 | Kuba      | 3:0   | Korea Południowa | 25:21 | 25:19 | 25:22 |       |       |   |
| 20.08 | Brazylia  | 3:1   | Włochy           | 25:22 | 27:29 | 25:23 | 25:18 |       |   |
| 21.08 | Włochy    | 1:3   | Kuba             | 21:25 | 25:22 | 23:25 | 25:27 |       |   |
| 21.08 | Brazylia  | 3:2   | Korea Południowa | 25:27 | 25:20 | 25:20 | 19:25 | 15:07 |   |
| 22.08 | Włochy    | 3:2   | Korea Południowa | 13:25 | 22:25 | 26:24 | 25:14 | 15:10 |   |
| 22.08 | Kuba      | 1:3   | Brazylia         | 28:26 | 17:25 | 21:25 | 23:25 |       |   |

### Tabela fazy eliminacyjnej
| Lp. | Drużyna          | Pkt | Mecze | Mecze | Mecze | Sety | Sety | Sety  | Małe punkty | Małe punkty | Małe punkty |
| Lp. | Drużyna          | Pkt | M     | W     | P     | wyg. | prz. | ratio | zdob.       | str.        | ratio       |
| --- | ---------------- | --- | ----- | ----- | ----- | ---- | ---- | ----- | ----------- | ----------- | ----------- |
| 1   | Brazylia         | 12  | 6     | 6     | 0     | 18   | 5    | 3.600 | 563         | 485         | 1.161       |
| 2   | Rosja            | 12  | 6     | 6     | 0     | 18   | 8    | 2.250 | 585         | 493         | 1.187       |
| 3   | Chiny            | 9   | 6     | 3     | 3     | 11   | 12   | 0.917 | 539         | 546         | 0.987       |
| 4   | Włochy           | 9   | 6     | 3     | 3     | 11   | 12   | 0.917 | 524         | 540         | 0.970       |
| 5   | Kuba             | 8   | 6     | 2     | 4     | 13   | 13   | 1.000 | 568         | 570         | 0.996       |
| 6   | Korea Południowa | 8   | 6     | 2     | 4     | 12   | 15   | 0.800 | 548         | 568         | 0.965       |
| 7   | Japonia          | 7   | 6     | 1     | 5     | 9    | 17   | 0.529 | 532         | 579         | 0.919       |
| 8   | Holandia         | 7   | 6     | 1     | 5     | 7    | 17   | 0.412 | 493         | 571         | 0.863       |

Źródło: 
Punktacja: zwycięstwo – 2 pkt; porażka – 1 pkt
     awans półfinału

## Faza finałowa

### Półfinały
| Data  | Drużyna 1 | Wynik | Drużyna 2 | 1     | 2     | 3     | 4     | 5 | * |
| ----- | --------- | ----- | --------- | ----- | ----- | ----- | ----- | - | - |
| 27.08 | Chiny     | 1:3   | Rosja     | 16:25 | 25:16 | 24:26 | 22:25 |   |   |
| 27.08 | Brazylia  | 3:1   | Włochy    | 28:26 | 25:19 | 23:25 | 26:24 |   |   |

### Mecz o 3. miejsce
| Data  | Drużyna 1 | Wynik | Drużyna 2 | 1     | 2     | 3     | 4     | 5 | * |
| ----- | --------- | ----- | --------- | ----- | ----- | ----- | ----- | - | - |
| 28.08 | Włochy    | 1:3   | Chiny     | 25:19 | 20:25 | 23:25 | 21:25 |   |   |

### Finał
| Data  | Drużyna 1 | Wynik | Drużyna 2 | 1     | 2     | 3     | 4 | 5 | * |
| ----- | --------- | ----- | --------- | ----- | ----- | ----- | - | - | - |
| 29.08 | Brazylia  | 0:3   | Rosja     | 23:25 | 22:25 | 20:25 |   |   |   |

## Klasyfikacja końcowa
| Miejsce | Reprezentacja    |
| ------- | ---------------- |
| złoto   | Rosja            |
| srebro  | Brazylia         |
| brąz    | Chiny            |
| 4.      | Włochy           |
| 5.      | Kuba             |
| 6.      | Korea Południowa |
| 7.      | Japonia          |
| 8.      | Holandia         |